# Benzobarbital
Benzobarbital (łac. benzobarbitalum) – organiczny związek chemiczny, pochodna kwasu barbiturowego, lek z grupy barbituranów. Oryginalny, rosyjski lek wprowadzony do lecznictwa w 1959 roku pod nazwą handlową Бензонал (Benzonal).
W Polsce na stan obecny (2019) wymagania jakościowe dla benzobarbitalu określa monografia szczegółowa ujęta w Farmakopei Polskiej V.
Profil działania farmakologicznego benzobarbitalu jest silnie przeciwdrgawkowy – jednak nie silniejszy niż luminalu. Działanie uspokajające jest bardzo słabe w porównaniu z luminalem i słabe w porównaniu z prominalem. Działanie nasenne benzobarbitalu jest również słabe i występuje dopiero po zastosowaniu większej dawki jednorazowej (0,2–0,3 g).
W doświadczeniach na zwierzętach benzobarbital hamuje zarówno drgawki wywołane maksymalnym elektrowstrząsem, jak i drgawki wywołane środkami chemicznymi. Znalazł zastosowanie w leczeniu niektórych rodzajów padaczek (przede wszystkim w napadach z utratą przytomności i drgawkami toniczno-klonicznymi oraz w ogniskowych napadach skroniowych), a także niekiedy jako lek uspokajający. Współcześnie w leczeniu padaczki jest stosowany, podobnie jak inne barbiturany dość rzadko – jako komponent wielolekowego schematu, bardzo rzadko jako samodzielny lek.

## Preparaty
Benzobarbital był dostępny w Polsce przez prawie czterdzieści lat (do 1998 roku) pod nazwą handlową Benzonal (tabl. 0,1 g oraz 0,2 g) produkowany przez Kazańskie Zakłady Farmaceutyczne.
Nadal stosowany w Rosji i na Ukrainie.
Znajduje się na rosyjskiej liście niezbędnych i najważniejszych leków (Жизненно необходимые и важнейшие лекарственные препараты). Ponadto w innych krajach nieznany, przez co w zasadzie nieużywany (poza procedurą importu docelowego – w indywidualnych przypadkach, stosowaną także w Polsce).